# Roger Whittaker
Roger Whittaker (Nairobi, 22 maart 1936 – Castelsarrasin, 13 september 2023) was een Britse zanger en songwriter die wereldwijd meer dan 55 miljoen platen heeft verkocht. Whittaker stond ook bekend om zijn fluittalent, dat terug te vinden is in volledig gefloten nummers als Mexican Whistler en Irish Whistler.

## Carrière
Nummers uit zijn repertoire zijn onder meer Steel Men (1962), de hit If I Were a Rich Man (1967), Durham Town (1969), The Last Farewell (1971), River Lady (1981), Love You Because (1983).
In 1967 was hij lid van het team van het Verenigd Koninkrijk dat het songfestival van Knokke won.
The Last Farewell werd begin jaren '70 zijn grootste hit, in zowel het Verenigd Koninkrijk als de Verenigde Staten stond het nummer hoog genoteerd in de hitlijsten en platen met The Last Farewell erop gingen wereldwijd in totaal meer dan 10 miljoen maal over de toonbank. Ongeveer vanaf die tijd verbreedde de Engelsman zijn horizon door – ook met succes – Duitstalige nummers als Albany (1981), Eloisa (1984), Leben mit Dir (1989) en Schön war die Zeit (1990) op te nemen. Die laatste is succesvol gecoverd door Corry Konings als Mooi was die tijd.
Whittaker heeft door de jaren heen meer dan 250 zilveren, gouden en platina albums verzameld. In mei 2011 maakte hij zijn laatste tournee door Duitsland en Oostenrijk. Hij trad af en toe nog op, met name in shows voor de Duitse tv-zenders ARD en ZDF.

## Persoonlijk
Whittaker trouwde in 1964 en kreeg vijf kinderen. Hij woonde in de Kolonie en Protectoraat Kenia, Engeland, Duitsland, Ierland en Frankrijk. 
Begin september 2023 kreeg hij een beroerte, waarvan hij nooit herstelde. Hij overleed op 87-jarige leeftijd.

## Discografie

#### Singles
| Single met eventuele hitnotering(en) in de Nederlandse Top 40 | Datum van verschijnen | Datum van binnenkomst | Hoogste positie | Aantal weken | Opmerkingen |
| ------------------------------------------------------------- | --------------------- | --------------------- | --------------- | ------------ | ----------- |
| If I Were a Rich Man                                          | 1967                  | 16 juli 1967          | 4               | 11           |             |
| Handful of Dreams                                             | 1967                  | 1 augustus 1967       | tip19           | -            |             |
| Mexican Whistler                                              | 1967                  | 28 augustus 1967      | 9               | 8            |             |
| Little Shepherd                                               | 1967                  | 12 december 1967      | tip7            | -            |             |
| I Don't Believe in If Anymore                                 | 1970                  | 2 augustus 1970       | 2               | 14           |             |
| New World in the Morning                                      | 1970                  | 29 oktober 1970       | 24              | 5            |             |
| Why                                                           | 1971                  | 28 juni 1971          | tip18           | -            |             |
| The Last Farewell                                             | 1975                  | 7 augustus 1975       | 7               | 8            |             |
| I Am but a Small Voice                                        | 1979                  | 21 december 1979      | tip13           | -            |             |

### NPO Radio 2 Top 2000
| Nummers met noteringen in de NPO Radio 2 Top 2000 | '99  | '00  | '01  | '02  | '03  | '04 | '05  | '06  | '07  | '08  |
| ------------------------------------------------- | ---- | ---- | ---- | ---- | ---- | --- | ---- | ---- | ---- | ---- |
| I Don't Believe in If Anymore                     | 1003 | 1325 | 1754 | 1438 | 1220 | 980 | 1624 | 1567 | 1606 | 1422 |
| New World in the Morning                          | 1874 | -    | -    | -    | -    | -   | -    | -    | -    | -    |
| The Last Farewell                                 | 1464 | -    | 1831 | -    | -    | -   | 1885 | 1908 | -    | -    |

1. ↑  Een '-' betekent dat het nummer niet was genoteerd en een vetgedrukt getal geeft de hoogste notering van een nummer aan.
2. ↑  Deze tabel is bijgewerkt tot en met de meest recente editie (2024).

- Bibsys: 90845570
- Bibliothèque nationale de France: cb13931143j (data)
- Gemeinsame Normdatei: 118813846
- International Standard Name Identifier: 0000 0001 1446 7670
- Library of Congress Control Number: n91072732
- Nationale Bibliotheek van Letland: 000313485
- MusicBrainz: 80d07b5b-35b1-4d58-a72e-49ac98cba13f
- Nationale Bibliotheek van Tsjechië: xx0032464
- Nationale bibliotheek van Australië: 35903350
- Nationale Bibliotheek van Israël: 987007499175705171
- Nederlandse Thesaurus van Auteursnamen: 070007543
- Istituto Centrale per il Catalogo Unico: DDSV107233
- Système universitaire de documentation: 265335744
- Trove: 1138977
- Virtual International Authority File: 66654561
- WorldCat: E39PBJk4y9gwFqtwXyFHmXH3cP